# Discografie van David Bowie

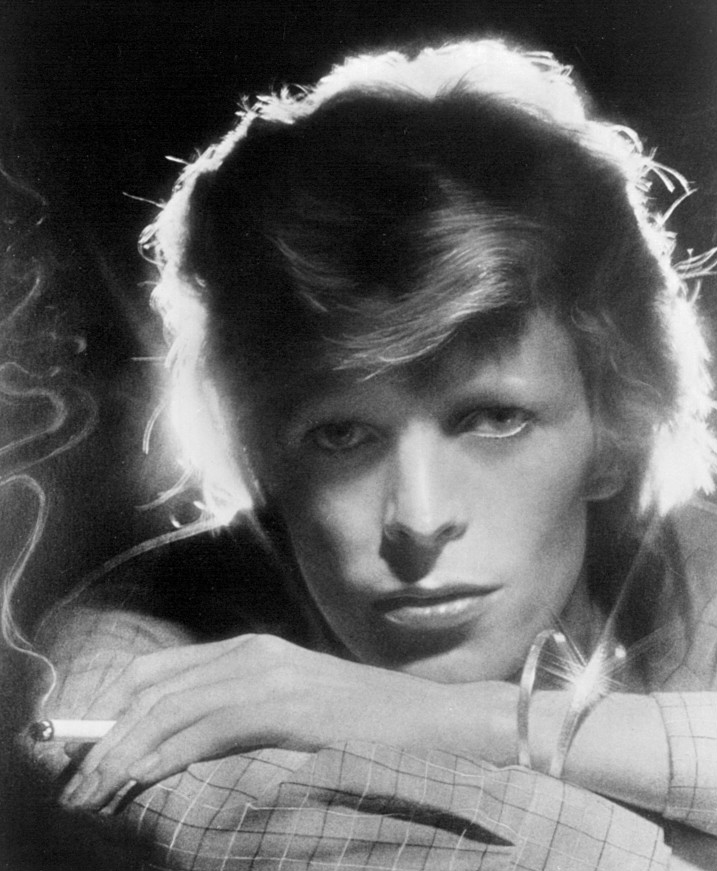
David Bowie in 1975

Hieronder volgt de discografie en filmografie van de Britse popster David Bowie (1947-2016). Tussen 1967 en 2016 heeft hij 25 studioalbums uitgebracht.

## Albums

### Studioalbums
| Jaar | Album                                                         |
| ---- | ------------------------------------------------------------- |
| 1967 | David Bowie                                                   |
| 1969 | David Bowie (in 1972 heruitgebracht als Space Oddity)         |
| 1970 | The Man Who Sold the World                                    |
| 1971 | Hunky Dory                                                    |
| 1972 | The Rise and Fall of Ziggy Stardust and the Spiders from Mars |
| 1973 | Aladdin Sane                                                  |
| 1973 | Pin Ups                                                       |
| 1974 | Diamond Dogs                                                  |
| 1975 | Young Americans                                               |
| 1976 | Station to Station                                            |
| 1977 | Low                                                           |
| 1977 | "Heroes"                                                      |
| 1979 | Lodger                                                        |
| 1980 | Scary Monsters (and Super Creeps)                             |
| 1983 | Let's Dance                                                   |
| 1984 | Tonight                                                       |
| 1987 | Never Let Me Down                                             |
| 1993 | Black Tie White Noise                                         |
| 1995 | 1. Outside                                                    |
| 1997 | Earthling                                                     |
| 1999 | 'hours...'                                                    |
| 2002 | Heathen                                                       |
| 2003 | Reality                                                       |
| 2013 | The Next Day                                                  |
| 2016 | ★ (Blackstar)                                                 |
| 2022 | Toy                                                           |

### Soundtracks
| Jaar | Album                  |
| ---- | ---------------------- |
| 1981 | Christiane F.          |
| 1984 | Love You till Tuesday  |
| 1986 | Labyrinth              |
| 1993 | The Buddha of Suburbia |
| 2022 | Moonage Daydream       |

### MetTin Machine
| Jaar | Album                                     |
| ---- | ----------------------------------------- |
| 1989 | Tin Machine                               |
| 1991 | Tin Machine II                            |
| 1992 | Tin Machine Live: Oy Vey, Baby            |
| 2019 | Live at La Cigale, Paris, 25th June, 1989 |

### Livealbums
| Jaar | Album                                              |
| ---- | -------------------------------------------------- |
| 1974 | David Live                                         |
| 1978 | Stage                                              |
| 1983 | Ziggy Stardust - The Motion Picture                |
| 1994 | Santa Monica '72                                   |
| 1999 | LiveAndWell.com                                    |
| 2008 | Live Santa Monica '72                              |
| 2008 | Glass Spider Live                                  |
| 2009 | VH1 Storytellers                                   |
| 2010 | A Reality Tour                                     |
| 2017 | Live Nassau Coliseum '76                           |
| 2017 | Cracked Actor (Live Los Angeles '74)               |
| 2018 | Welcome to the Blackout (Live London '78)          |
| 2018 | Glastonbury 2000                                   |
| 2020 | ChangesNowBowie                                    |
| 2020 | Ouvrez le Chien (Live Dallas 95)                   |
| 2020 | Something in the Air (Live Paris 99)               |
| 2020 | I'm Only Dancing (The Soul Tour 74)                |
| 2020 | No Trendy Réchauffé (Live Birmingham 95)           |
| 2021 | Look at the Moon! (Live Phoenix Festival 97)       |
| 2021 | David Bowie at the Kit Kat Klub (Live New York 99) |

### Compilaties
| Jaar | Album                             |
| ---- | --------------------------------- |
| 1970 | The World of David Bowie          |
| 1973 | Images 1966-1967                  |
| 1976 | Changesonebowie                   |
| 1980 | The Best of Bowie                 |
| 1981 | Changestwobowie                   |
| 1982 | Bowie Rare                        |
| 1983 | Golden Years                      |
| 1984 | Fame and Fashion                  |
| 1990 | Changesbowie                      |
| 1991 | Early On (1964-1966)              |
| 1993 | The Singles Collection            |
| 1995 | Rarest One Bowie                  |
| 1996 | BBC Sessions 1969–1972            |
| 1997 | The Deram Anthology 1966–1968     |
| 1997 | The Best of David Bowie 1969/1974 |
| 1998 | The Best of David Bowie 1974/1979 |
| 2000 | Bowie at the Beeb                 |
| 2001 | All Saints                        |
| 2002 | Best of Bowie                     |
| 2003 | Club Bowie                        |
| 2005 | The Collection                    |
| 2007 | The Best of David Bowie 1980/1987 |
| 2008 | iSelect                           |
| 2014 | Nothing Has Changed               |
| 2016 | Bowie - Legacy                    |
| 2019 | The 'Mercury' Demos               |

### Box sets
| Jaar | Album                                  |
| ---- | -------------------------------------- |
| 1989 | Sound + Vision                         |
| 2005 | The Platinum Collection                |
| 2007 | Bowie Box Set                          |
| 2015 | Five Years (1969-1973)                 |
| 2016 | Who Can I Be Now? (1974–1976)          |
| 2017 | A New Career in a New Town (1977–1982) |
| 2018 | Loving the Alien (1983–1988)           |
| 2019 | Spying Through a Keyhole               |
| 2019 | Clareville Grove Demos                 |
| 2019 | Conversation Piece                     |
| 2021 | The Width of a Circle                  |
| 2021 | Brilliant Live Adventures              |
| 2021 | Brilliant Adventure (1992–2001)        |
| 2022 | Divine Symmetry                        |

## Ep's
- David Bowie in Bertolt Brecht's Baal (1982)
- Earthling in the City (1997)
- Live EP (met Arcade Fire) (2005)
- The Next Day Extra (2013)
- No Plan (2017)
- Is It Any Wonder? (2020)

## Hitlijsten

### Albums
| Album met eventuele hitnotering(en) in de Nederlandse Album Top 100 | Datum van verschijnen | Datum van binnenkomst | Hoogste positie | Aantal weken | Opmerkingen                   |
| ------------------------------------------------------------------- | --------------------- | --------------------- | --------------- | ------------ | ----------------------------- |
| David Bowie                                                         | 06-1967               | -                     |                 |              |                               |
| Space Oddity                                                        | 11-1969               | -                     |                 |              |                               |
| Hunky Dory                                                          | 11-1971               | -                     |                 |              |                               |
| Aladdin Sane                                                        | 04-1973               | 05-05-1973            | 7               | 10           |                               |
| Pin Ups                                                             | 10-1973               | 10-11-1973            | 6               | 4            |                               |
| Diamond Dogs                                                        | 03-1974               | -                     |                 |              |                               |
| Young Americans                                                     | 03-1975               |                       | -               | -            |                               |
| Station to Station                                                  | 01-1976               | 31-01-1976            | 3               | 10           |                               |
| Changesonebowie                                                     | 1976                  | -                     |                 |              | Verzamelalbum                 |
| Low                                                                 | 01-1977               | 29-01-1977            | 6               | 14           |                               |
| "Heroes"                                                            | 10-1977               | 22-10-1977            | 3               | 19           |                               |
| Stage                                                               | 09-1978               | 14-10-1978            | 2               | 13           | Livealbum                     |
| Lodger                                                              | 05-1979               | 02-06-1979            | 5               | 11           |                               |
| Scary Monsters... and Super Creeps                                  | 09-1980               | 27-09-1980            | 3               | 11           |                               |
| Christiane F.                                                       | 04-1981               | -                     |                 |              | Soundtrack                    |
| The Best of Bowie                                                   | 1981                  | 31-01-1981            | 4               | 15           | Verzamelalbum                 |
| Rare                                                                | 1983                  | 05-02-1983            | 27              | 7            | Verzamelalbum                 |
| Let's Dance                                                         | 04-1983               | 23-04-1983            | 1(3wk)          | 36           |                               |
| Ziggy Stardust - The Motion Picture                                 | 10-1983               | -                     |                 |              | Livealbum                     |
| Love You till Tuesday                                               | 10-1983               | -                     |                 |              | Soundtrack                    |
| Tonight                                                             | 09-1984               | 13-10-1984            | 1(1wk)          | 9            |                               |
| Labyrinth                                                           | 1986                  | 12-07-1986            | 39              | 4            | Soundtrack / met Trevor Jones |
| Never Let Me Down                                                   | 04-1987               | 02-05-1987            | 9               | 15           |                               |
| Tin Machine                                                         | 05-1989               | 10-06-1989            | 24              | 14           | als Tin Machine               |
| Changesbowie                                                        | 1990                  | 31-03-1990            | 6               | 27           | Verzamelalbum                 |
| The Rise and Fall of Ziggy Stardust and the Spiders from Mars       | 06-1972               | 30-06-1990            | 61              | 6            |                               |
| Tin Machine II                                                      | 09-1991               | 14-09-1991            | 33              | 8            | als Tin Machine               |
| Tin Machine Live: Oy Vey, Baby                                      | 10-1992               | -                     |                 |              | als Tin Machine / Livealbum   |
| Black Tie White Noise                                               | 04-1993               | 17-04-1993            | 8               | 9            |                               |
| The Buddha of Suburbia                                              | 12-1993               | -                     |                 |              | Soundtrack                    |
| Santa Monica '72                                                    | 07-1994               | -                     |                 |              | Livealbum                     |
| 1. Outside                                                          | 09-1995               | 30-09-1995            | 38              | 13           |                               |
| Earthling                                                           | 02-1997               | 15-02-1997            | 19              | 6            |                               |
| The Singles Collection                                              | 1993                  | 19-07-1997            | 5               | 34           | Verzamelalbum                 |
| 'hours...'                                                          | 10-1999               | 16-10-1999            | 31              | 7            |                               |
| Bowie at the Beeb - The Best of the BBC Radio Sessions 68-72        | 2000                  | 07-10-2000            | 56              | 7            | Verzamelalbum                 |
| Heathen                                                             | 06-2002               | 22-06-2002            | 19              | 8            |                               |
| Best of Bowie                                                       | 2002                  | 02-11-2002            | 19              | 20           | Verzamelalbum                 |
| Reality                                                             | 09-2003               | 20-09-2003            | 14              | 8            |                               |
| David Live                                                          | 10-1974               | 26-02-2005            | 89              | 1            | Livealbum                     |
| The Platinum Collection                                             | 2006                  | 14-01-2006            | 25              | 7            | Verzamelalbum                 |
| Live Santa Monica '72                                               | 27-06-2008            | 02-08-2008            | 81              | 2            | Livealbum                     |
| A Reality Tour                                                      | 22-01-2010            | 30-01-2010            | 57              | 3            | Livealbum                     |
| Station to Station - Deluxe Edition                                 | 24-09-2010            | 02-10-2010            | 47              | 2            |                               |
| The Next Day                                                        | 11-03-2013            | 16-03-2013            | 1(1wk)          | 30           |                               |
| Nothing Has Changed - The Very Best of                              | 14-11-2014            | 22-11-2014            | 6               | 31           | Verzamelalbum                 |
| Five Years (1969-1973)                                              | 25-09-2015            | 03-10-2015            | 68              | 1            | Verzamelalbum                 |
| ★ (Blackstar)                                                       | 08-01-2016            | 16-01-2016            | 1(4wk)          | 41           |                               |
| The Best of David Bowie 1969/1974                                   | 31-10-1997            | 16-01-2016            | 81              | 1            | Verzamelalbum                 |
| The Best of David Bowie 1980/1987                                   | 16-03-2007            | 16-01-2016            | 98              | 1            | Verzamelalbum                 |
| The Man Who Sold the World                                          | 04-1971               | 23-04-2016            | 48              | 1            |                               |
| Who Can I Be Now? (1974–1976)                                       | 23-09-2016            | 01-10-2016            | 80              | 1            | Verzamelalbum                 |
| Lazarus                                                             | 21-10-2016            | 29-10-2016            | 19              | 2            | Soundtrack                    |
| Legacy                                                              | 11-11-2016            | 19-11-2016            | 25              | 4            | Verzamelalbum                 |
| Cracked Actor - Live Los Angeles '74                                | 22-04-2017            | 29-04-2017            | 49              | 2            | Livealbum                     |
| BowPromo                                                            | 22-04-2017            | 29-04-2017            | 85              | 1            | Promotie-album                |
| A New Career in a New Town (1977–1982)                              | 29-09-2017            | 07-10-2017            | 76              | 1            | Verzamelalbum                 |
| Welcome to the Blackout (Live London '78)                           | 21-04-2018            | 28-04-2018            | 32              | 2            | Livealbum                     |
| Now                                                                 | 21-04-2018            | 28-04-2018            | 60              | 1            | Promotie-album                |
| Loving the Alien (1983–1988)                                        | 12-10-2018            | 20-10-2018            | 67              | 1            | Verzamelalbum                 |
| Glastonbury 2000                                                    | 30-11-2018            | 08-12-2018            | 19              | 4            | Livealbum                     |
| ChangesNowBowie                                                     | 29-08-2020            | 05-09-2020            | 44              | 1            | Livealbum                     |
| I'm Only Dancing (The Soul Tour 74)                                 | 29-08-2020            | 05-09-2020            | 31              | 1            | Livealbum                     |
| The Width of a Circle                                               | 28-05-2021            | 05-06-2021            | 91              | 1            | Verzamelalbum                 |
| Brilliant Adventure (1992–2001)                                     | 26-11-2021            | 04-12-2021            | 58              | 1            | Verzamelalbum                 |
| Toy                                                                 | 07-01-2022            | 15-01-2022            | 4               | 2            |                               |
| Toy [EP]                                                            | 23-04-2022            | 30-04-2022            | 62              | 1            | Extended play                 |
| Moonage Daydream                                                    | 16-09-2022            | 26-11-2022            | 36              | 1            | Soundtrack                    |

| Album met hitnotering(en) in de Vlaamse Ultratop 200 albums   | Datum van verschijnen | Datum van binnenkomst | Hoogste positie | Aantal weken | Opmerkingen   |
| ------------------------------------------------------------- | --------------------- | --------------------- | --------------- | ------------ | ------------- |
| 1. Outside                                                    | 1995                  | 07-10-1995            | 12              | 4            |               |
| Earthling                                                     | 1997                  | 15-02-1997            | 13              | 10           |               |
| The Singles Collection                                        | 1993                  | 07-06-1997            | 13              | 14           | Verzamelalbum |
| 'hours...'                                                    | 1999                  | 16-10-1999            | 12              | 4            |               |
| Bowie at the Beeb - The Best of the BBC Radio Sessions 68-72  | 2000                  | 07-10-2000            | 15              | 11           | Verzamelalbum |
| Heathen                                                       | 2002                  | 15-06-2002            | 4               | 12           |               |
| Best of Bowie                                                 | 2002                  | 02-11-2002            | 13              | 13           | Verzamelalbum |
| Reality                                                       | 2003                  | 20-09-2003            | 4               | 14           |               |
| The Platinum Collection                                       | 2005                  | 26-11-2005            | 96              | 5            | Verzamelalbum |
| A Reality Tour                                                | 2010                  | 06-02-2010            | 27              | 4            |               |
| Station to Station - Deluxe Edition                           | 2010                  | 02-10-2010            | 43              | 3            |               |
| The Next Day                                                  | 2013                  | 16-03-2013            | 1(5wk)          | 53           |               |
| Aladdin Sane                                                  | 2013                  | 27-04-2013            | 162             | 1            |               |
| Nothing Has Changed - The Very Best of                        | 14-11-2014            | 22-11-2014            | 9               | 34           | Verzamelalbum |
| Five Years (1969-1973)                                        | 25-09-2015            | 03-10-2015            | 46              | 7            | Verzamelalbum |
| ★ (Blackstar)                                                 | 8-1-2016              | 16-01-2016            | 1(4wk)          | 98           |               |
| 1966                                                          | 10-04-2015            | 23-01-2016            | 175             | 2            | Verzamelalbum |
| Changesonebowie                                               | 1976                  | 28-05-2016            | 59              | 4            | Verzamelalbum |
| Who Can I Be Now? (1974–1976)                                 | 23-09-2016            | 01-10-2016            | 35              | 3            | Verzamelalbum |
| Lazarus                                                       | 21-10-2016            | 29-10-2016            | 17              | 18           | Soundtrack    |
| Legacy                                                        | 11-11-2016            | 19-11-2016            | 13              | 100          | Verzamelalbum |
| Live Nassau Coliseum '76                                      | 10-02-2017            | 18-02-2017            | 83              | 4            | Livealbum     |
| David Live                                                    | 10-1974               | 18-02-2017            | 163             | 1            | Livealbum     |
| Cracked Actor - Live Los Angeles '74                          | 22-04-2017            | 24-06-2017            | 50              | 4            | Livealbum     |
| A New Career in a New Town (1977–1982)                        | 29-09-2017            | 07-10-2017            | 41              | 3            | Verzamelalbum |
| Changestwobowie                                               | 13-11-1981            | 21-04-2018            | 105             | 1            | Verzamelalbum |
| Welcome to the Blackout (Live London '78)                     | 21-04-2018            | 07-07-2018            | 39              | 6            | Livealbum     |
| Loving the Alien (1983–1988)                                  | 12-10-2018            | 20-10-2018            | 21              | 2            | Verzamelalbum |
| Glastonbury 2000                                              | 30-11-2018            | 08-12-2018            | 18              | 10           | Livealbum     |
| Serious Moonlight (Live '83)                                  | 15-02-2019            | 23-02-2019            | 76              | 1            | Livealbum     |
| Space Oddity                                                  | 11-1969               | 01-02-2020            | 60              | 6            |               |
| Metrobolist                                                   | 06-11-2020            | 14-11-2020            | 19              | 4            |               |
| The Rise and Fall of Ziggy Stardust and the Spiders from Mars | 06-1972               | 16-01-2021            | 168             | 7            |               |
| The Width of a Circle                                         | 28-05-2021            | 05-06-2021            | 55              | 1            | Verzamelalbum |
| Brilliant Adventure (1992–2001)                               | 26-11-2021            | 04-12-2021            | 33              | 1            | Verzamelalbum |
| Toy                                                           | 07-01-2022            | 15-01-2022            | 8               | 3            |               |
| Moonage Daydream                                              | 16-09-2022            | 26-11-2022            | 49              | 3            | Soundtrack    |

### Singles
| Single met eventuele hitnotering(en) in de Nederlandse Top 40 | Datum van verschijnen | Datum van binnenkomst | Hoogste positie | Aantal weken | Opmerkingen                         |
| ------------------------------------------------------------- | --------------------- | --------------------- | --------------- | ------------ | ----------------------------------- |
| Love You till Tuesday                                         | 1967                  | 21-10-1967            | tip18           | -            |                                     |
| Space Oddity                                                  | 1969                  | 20-09-1969            | 8               | 9            |                                     |
| The Jean Genie                                                | 1973                  | 17-02-1973            | 7               | 9            |                                     |
| Drive-In Saturday                                             | 1973                  | 21-04-1973            | tip16           | -            |                                     |
| Let's Spend the Night Together                                | 1973                  | 15-09-1973            | 21              | 5            |                                     |
| Sorrow                                                        | 1973                  | 27-10-1973            | tip3            | -            |                                     |
| Rebel Rebel                                                   | 1974                  | 09-03-1974            | 12              | 6            |                                     |
| Fame                                                          | 1975                  | 18-10-1975            | 4               | 8            |                                     |
| Space Oddity                                                  | 1975                  | 06-12-1975            | 4               | 8            | Alarmschijf                         |
| Golden Years                                                  | 1975                  | 03-01-1976            | 6               | 9            | Alarmschijf                         |
| Sound and Vision                                              | 1977                  | 09-04-1977            | 2               | 12           |                                     |
| Heroes                                                        | 1977                  | 12-11-1977            | 8               | 12           |                                     |
| Beauty and the Beast                                          | 1978                  | 01-04-1978            | tip21           | -            |                                     |
| Boys Keep Swinging                                            | 1979                  | 26-05-1979            | 17              | 8            |                                     |
| Ashes to Ashes                                                | 1980                  | 20-09-1980            | 11              | 8            |                                     |
| Fashion                                                       | 1980                  | 01-11-1980            | tip18           | -            |                                     |
| Under Pressure                                                | 1981                  | 14-11-1981            | 1(1wk)          | 10           | met Queen                           |
| Peace on Earth/Little Drummer Boy                             | 1981                  | 27-11-1982            | tip20           | -            | met Bing Crosby                     |
| Let's Dance                                                   | 1983                  | 26-03-1983            | 1(2wk)          | 11           | Alarmschijf                         |
| China Girl                                                    | 1983                  | 11-06-1983            | 2               | 10           |                                     |
| Modern Love                                                   | 1983                  | 24-09-1983            | 9               | 5            | Alarmschijf                         |
| Blue Jean                                                     | 1984                  | 22-09-1984            | 10              | 8            |                                     |
| Tonight                                                       | 1984                  | 24-11-1984            | tip7            | -            | met Tina Turner                     |
| This Is Not America                                           | 1985                  | 09-02-1985            | 1(2wk)          | 11           | met Pat Metheny Group / Alarmschijf |
| Loving the Alien                                              | 1985                  | 08-06-1985            | 25              | 4            |                                     |
| Dancing in the Street                                         | 1985                  | 31-08-1985            | 1(2wk)          | 13           | met Mick Jagger                     |
| Absolute Beginners                                            | 1986                  | 22-03-1986            | 4               | 10           |                                     |
| Underground                                                   | 1986                  | 21-06-1986            | 6               | 8            |                                     |
| When the Wind Blows                                           | 1986                  | 01-11-1986            | tip16           | -            |                                     |
| Day-In Day-Out                                                | 1987                  | 04-04-1987            | 14              | 8            | Alarmschijf                         |
| Time Will Crawl                                               | 1987                  | -                     |                 |              | nr. 71 in de Single Top 100         |
| Never Let Me Down                                             | 1987                  | 05-09-1987            | tip9            | -            |                                     |
| Tonight (Live)                                                | 1988                  | 24-12-1988            | 1(4wk)          | 13           | met Tina Turner                     |
| Fame 90                                                       | 1990                  | 28-04-1990            | 17              | 5            |                                     |
| You Belong in Rock n' Roll                                    | 1991                  | 14-09-1991            | tip11           | -            | als Tin Machine                     |
| Real Cool World                                               | 1992                  | 05-09-1992            | 21              | 4            |                                     |
| Jump They Say                                                 | 1993                  | 03-04-1993            | 17              | 6            |                                     |
| Hallo Spaceboy                                                | 1996                  | 30-03-1996            | 24              | 4            | met Pet Shop Boys / Alarmschijf     |
| Little Wonder                                                 | 1997                  | 08-02-1997            | 32              | 2            |                                     |
| Thursday's Child                                              | 1999                  | 09-10-1999            | tip11           | -            |                                     |
| Under Pressure (Remix)                                        | 1999                  | 18-12-1999            | 19              | 6            | met Queen                           |
| Seven                                                         | 2000                  | -                     |                 |              | nr. 97 in de Single Top 100         |
| Slow Burn                                                     | 2002                  | -                     |                 |              | nr. 69 in de Single Top 100         |
| Where Are We Now?                                             | 08-01-2013            | 19-01-2013            | 28              | 2            | Nr. 7 in de Single Top 100          |
| The Stars (Are Out Tonight)                                   | 2013                  | -                     |                 |              | Nr. 88 in de Single Top 100         |
| Lazarus                                                       | 17-12-2015            | 16-01-2016            | 32              | 2            | Nr. 32 in de Single Top 100         |
| Blackstar                                                     | 08-01-2016            | -                     |                 |              | Nr. 44 in de Single Top 100         |
| 'Tis a Pity She Was a Whore                                   | 08-01-2016            | -                     |                 |              | Nr. 68 in de Single Top 100         |
| Sue (Or in a Season of Crime)                                 | 08-01-2016            | -                     |                 |              | Nr. 83 in de Single Top 100         |
| Girl Loves Me                                                 | 08-01-2016            | -                     |                 |              | Nr. 87 in de Single Top 100         |
| Dollar Days                                                   | 08-01-2016            | -                     |                 |              | Nr. 90 in de Single Top 100         |
| Life on Mars?                                                 | 08-01-2016            | -                     |                 |              | Nr. 95 in de Single Top 100         |

| Single met hitnotering(en) in de Vlaamse Ultratop 50 | Datum van verschijnen | Datum van binnenkomst | Hoogste positie | Aantal weken | Opmerkingen                                        |
| ---------------------------------------------------- | --------------------- | --------------------- | --------------- | ------------ | -------------------------------------------------- |
| The Jean Genie                                       | 1973                  | 10-03-1973            | 26              | 4            | Nr. 18 in de Radio 2 Top 30                        |
| Rebel Rebel                                          | 1974                  | -                     |                 |              | Nr. 24 in de Radio 2 Top 30                        |
| Fame                                                 | 1975                  | 15-11-1975            | 17              | 7            | Nr. 13 in de Radio 2 Top 30                        |
| Space Oddity                                         | 1976                  | 10-01-1976            | 20              | 4            | Nr. 17 in de Radio 2 Top 30                        |
| Golden Years                                         | 1976                  | 17-01-1976            | 10              | 7            | Nr. 13 in de Radio 2 Top 30                        |
| Sound and Vision                                     | 1977                  | 16-04-1977            | 3               | 12           | Nr. 2 in de Radio 2 Top 30                         |
| Heroes                                               | 1978                  | 07-01-1978            | 17              | 4            | Nr. 13 in de Radio 2 Top 30                        |
| Beauty and the Beast                                 | 1978                  | -                     |                 |              | Nr. 30 in de Radio 2 Top 30                        |
| Boys Keep Swinging                                   | 1979                  | 16-06-1979            | 18              | 4            | Nr. 18 in de Radio 2 Top 30                        |
| Ashes to Ashes                                       | 1980                  | 20-09-1980            | 15              | 6            | Nr. 13 in de Radio 2 Top 30                        |
| Under Pressure                                       | 1981                  | 05-12-1981            | 5               | 10           | met Queen / Nr. 5 in de Radio 2 Top 30             |
| Peace on Earth / Little Drummer Boy                  | 1982                  | 25-12-1982            | 33              | 3            | met Bing Crosby                                    |
| Let's Dance                                          | 1983                  | 02-04-1983            | 1(2wk)          | 14           | Nr. 1 in de Radio 2 Top 30                         |
| China Girl                                           | 1983                  | 18-06-1983            | 3               | 12           | Nr. 2 in de Radio 2 Top 30                         |
| Modern Love                                          | 1983                  | 01-10-1983            | 3               | 7            | Nr. 3 in de Radio 2 Top 30                         |
| Blue Jean                                            | 1984                  | 22-09-1984            | 4               | 11           | Nr. 3 in de Radio 2 Top 30                         |
| This Is Not America                                  | 1985                  | 16-02-1985            | 2               | 13           | met Pat Metheny Group / Nr. 2 in de Radio 2 Top 30 |
| Loving the Alien                                     | 1985                  | 15-06-1985            | 14              | 5            | Nr. 13 in de Radio 2 Top 30                        |
| Dancing in the Street                                | 1985                  | 07-09-1985            | 2               | 13           | met Mick Jagger / Nr. 2 in de Radio 2 Top 30       |
| Absolute Beginners                                   | 1986                  | 22-03-1986            | 3               | 11           | Nr. 2 in de Radio 2 Top 30                         |
| Underground                                          | 1986                  | 21-06-1986            | 10              | 9            | Nr. 11 in de Radio 2 Top 30                        |
| Day-In Day-Out                                       | 1987                  | 18-04-1987            | 10              | 7            | Nr. 9 in de Radio 2 Top 30                         |
| Tonight (live)                                       | 1989                  | 07-01-1989            | 3               | 14           | met Tina Turner / Nr. 3 in de Radio 2 Top 30       |
| Fame 90                                              | 1990                  | 14-04-1990            | 22              | 8            | Nr. 12 in de Radio 2 Top 30                        |
| Real Cool World                                      | 1992                  | 19-09-1992            | 30              | 4            | Nr. 30 in de Radio 2 Top 30                        |
| Jump They Say                                        | 1993                  | 03-04-1993            | 24              | 9            | Nr. 14 in de Radio 2 Top 30                        |
| Hallo Spaceboy                                       | 1996                  | 16-03-1996            | 48              | 1            | met Pet Shop Boys                                  |
| Little Wonder                                        | 1997                  | 18-02-1997            | tip19           | -            |                                                    |
| Thursday's Child                                     | 1999                  | 02-10-1999            | tip16           | -            |                                                    |
| Under Pressure (Rah Remix)                           | 1999                  | 11-12-1999            | tip6            | -            |                                                    |
| Where Are We Now?                                    | 2013                  | 19-01-2013            | 5               | 6            | Nr. 13 in de Radio 2 Top 30                        |
| The Stars (Are Out Tonight)                          | 2013                  | 09-03-2013            | tip9            | -            | Nr. 23 in de Radio 2 Top 30                        |
| The Next Day                                         | 2013                  | 25-05-2013            | tip53           | -            |                                                    |
| Valentine's Day                                      | 2013                  | 27-07-2013            | tip59           | -            |                                                    |
| 'Tis a Pity She Was a Whore                          | 10-11-2014            | 15-11-2014            | tip78           | -            |                                                    |
| Blackstar                                            | 20-11-2015            | 28-11-2015            | tip84           | -            |                                                    |
| Lazarus                                              | 21-12-2015            | 16-01-2016            | 10              | 3            |                                                    |
| I Can't Give Everything Away                         | 11-04-2016            | 23-04-2016            | tip37           | -            |                                                    |
| No Plan                                              | 24-10-2016            | 21-01-2017            | tip             | -            |                                                    |

### NPO Radio 2 Top 2000
| Nummers met noteringen in de NPO Radio 2 Top 2000 | '99  | '00  | '01  | '02  | '03  | '04  | '05  | '06  | '07  | '08  | '09  | '10  | '11  | '12  | '13  | '14  | '15  | '16  | '17  | '18  | '19  | '20  | '21  | '22  | '23  | '24  |
| ------------------------------------------------- | ---- | ---- | ---- | ---- | ---- | ---- | ---- | ---- | ---- | ---- | ---- | ---- | ---- | ---- | ---- | ---- | ---- | ---- | ---- | ---- | ---- | ---- | ---- | ---- | ---- | ---- |
| Absolute Beginners                                | -    | 651  | 1414 | 1108 | 1228 | 1333 | 1534 | 1568 | 1788 | 1497 | 1391 | 1244 | 1591 | 1007 | 1116 | 1146 | 1342 | 586  | 859  | 1076 | 981  | 1048 | 1082 | 1118 | 1072 | 1021 |
| Ashes to Ashes                                    | 600  | 744  | 1081 | 744  | 677  | 839  | 1265 | 1056 | 1229 | 989  | 1030 | 945  | 1101 | 833  | 757  | 736  | 851  | 310  | 604  | 768  | 843  | 975  | 1026 | 963  | 1090 | 1010 |
| Blackstar                                         | ×    | ×    | ×    | ×    | ×    | ×    | ×    | ×    | ×    | ×    | ×    | ×    | ×    | ×    | ×    | ×    | -    | 1736 | 834  | 1044 | 1267 | 1507 | 1641 | 1744 | 1903 | 1825 |
| Blue Jean                                         | -    | -    | -    | -    | -    | -    | -    | -    | -    | -    | -    | -    | -    | -    | -    | -    | -    | 1875 | -    | -    | -    | -    | -    | -    | -    | -    |
| Changes                                           | -    | -    | -    | -    | -    | -    | -    | -    | -    | -    | -    | -    | -    | -    | -    | -    | 1541 | 540  | 1170 | 1091 | 1041 | 1352 | 1216 | 1270 | 1359 | 1036 |
| China Girl                                        | 659  | 564  | 580  | 633  | 734  | 888  | 962  | 1079 | 1100 | 930  | 901  | 786  | 956  | 968  | 896  | 780  | 871  | 379  | 614  | 752  | 733  | 785  | 821  | 883  | 830  | 650  |
| Dancing in the Street (met Mick Jagger)           | 641  | -    | 723  | 780  | 997  | 816  | 926  | 1045 | 1090 | 967  | 824  | 806  | 939  | 1371 | 1054 | 988  | 1028 | 523  | 830  | 961  | 937  | 842  | 915  | 1030 | 981  | 986  |
| Fame                                              | -    | 1253 | 1179 | 1292 | 1477 | 1287 | 1576 | 1811 | -    | 1812 | 1774 | 1627 | 1861 | 1578 | 1582 | 1301 | 1803 | 961  | 1323 | 1645 | 1686 | 1686 | 1931 | 1808 | 1932 | 1994 |
| Golden Years                                      | 672  | 1259 | 1051 | 838  | 914  | 1100 | 1137 | 1362 | 1566 | 1225 | 1134 | 1173 | 1262 | 1197 | 1199 | 1250 | 1250 | 576  | 1024 | 1072 | 1194 | 1204 | 1271 | 1287 | 1331 | 1691 |
| Heroes                                            | 70   | 62   | 77   | 63   | 71   | 99   | 137  | 125  | 130  | 112  | 123  | 112  | 145  | 119  | 79   | 34   | 60   | 7    | 11   | 17   | 27   | 10   | 24   | 26   | 24   | 31   |
| Lazarus                                           | ×    | ×    | ×    | ×    | ×    | ×    | ×    | ×    | ×    | ×    | ×    | ×    | ×    | ×    | ×    | ×    | ×    | 778  | 499  | 609  | 622  | 783  | 994  | 1136 | 1300 | 1523 |
| Let's Dance                                       | -    | 927  | 553  | 690  | 982  | 831  | 999  | 941  | 933  | 895  | 885  | 906  | 916  | 1024 | 751  | 685  | 803  | 162  | 392  | 502  | 547  | 495  | 542  | 596  | 537  | 787  |
| Life on Mars?                                     | -    | -    | -    | -    | -    | -    | 1171 | 901  | 727  | 1261 | 653  | 698  | 738  | 649  | 482  | 477  | 570  | 182  | 267  | 351  | 388  | 483  | 501  | 578  | 580  | 477  |
| Rebel Rebel                                       | 966  | -    | 1436 | 1425 | 1372 | 1212 | 1257 | 1409 | 1060 | 1247 | 937  | 1353 | 1366 | 1296 | 1102 | 881  | 901  | 230  | 428  | 596  | 650  | 708  | 852  | 903  | 998  | 1420 |
| Sound and Vision                                  | 828  | 1008 | 1269 | 847  | 1098 | 843  | 1165 | 1211 | 1312 | 1125 | 1061 | 1090 | 1252 | 1005 | 847  | 798  | 975  | 472  | 730  | 907  | 823  | 876  | 931  | 941  | 980  | 1280 |
| Space Oddity                                      | 59   | 75   | 144  | 104  | 135  | 78   | 191  | 205  | 278  | 156  | 156  | 185  | 202  | 205  | 161  | 130  | 139  | 38   | 76   | 81   | 92   | 107  | 119  | 132  | 134  | 159  |
| Starman                                           | -    | -    | -    | -    | -    | -    | -    | -    | -    | -    | -    | -    | -    | -    | -    | -    | -    | 270  | 378  | 357  | 315  | 399  | 239  | 317  | 284  | 226  |
| The Jean Genie                                    | -    | 868  | 1272 | 952  | 1048 | 1285 | 1491 | 1420 | 1736 | 1390 | 1320 | 1359 | 1540 | 1351 | 1391 | 1287 | 1529 | 856  | 1237 | 1560 | 1749 | 1913 | -    | -    | -    | -    |
| The Man Who Sold the World                        | -    | -    | -    | -    | -    | -    | -    | -    | -    | -    | -    | -    | -    | -    | -    | -    | -    | 616  | 965  | 1083 | 1125 | 1273 | 1363 | 1421 | 1435 | 1811 |
| This Is Not America (met Pat Metheny Group)       | -    | 623  | 905  | 1253 | 1284 | 1263 | 1629 | 1594 | 1751 | 1491 | 1854 | 1378 | 1373 | 1363 | 1038 | 973  | 1199 | 491  | 919  | 1067 | 1163 | 1160 | 1220 | 1339 | 1383 | 1560 |
| Tonight (met Tina Turner)                         | 354  | 458  | 647  | 670  | 592  | 444  | 494  | 441  | 458  | 463  | 685  | 609  | 703  | 863  | 783  | 695  | 936  | 612  | 709  | 486  | 506  | 520  | 479  | 573  | 326  | 618  |
| Under Pressure (met Queen)                        | 133  | 265  | 332  | 185  | 308  | 273  | 345  | 493  | 524  | 376  | 229  | 352  | 324  | 265  | 192  | 193  | 201  | 87   | 101  | 38   | 54   | 59   | 69   | 67   | 62   | 115  |
| Where Are We Now?                                 | ×    | ×    | ×    | ×    | ×    | ×    | ×    | ×    | ×    | ×    | ×    | ×    | ×    | ×    | -    | 1448 | -    | 1144 | -    | -    | -    | -    | -    | -    | -    | -    |
| Wild Is the Wind                                  | -    | -    | -    | -    | -    | -    | -    | -    | -    | -    | -    | -    | -    | -    | -    | -    | -    | 1632 | 629  | 834  | 875  | 864  | 867  | 950  | 904  | 1103 |
| Young Americans                                   | 1378 | -    | -    | 1719 | 1811 | -    | -    | -    | -    | -    | -    | -    | -    | -    | -    | 1976 | -    | 1203 | 1708 | -    | -    | -    | -    | -    | -    | -    |
| Ziggy Stardust                                    | 514  | -    | -    | 469  | 521  | 522  | 819  | 811  | 828  | 715  | 591  | 745  | 720  | 850  | 639  | 573  | 781  | 462  | 743  | 1005 | 985  | 1163 | 1277 | 1484 | 1479 | 907  |

1. ↑  Een '-' betekent dat het nummer niet was genoteerd, een '×' betekent dat het nummer nog niet was uitgebracht en een vetgedrukt getal geeft de hoogste notering van een nummer aan.

### Dvd's
| Dvd's met hitnoteringen in de DVD Top 30                      | Datum van verschijnen' | Datum van binnenkomst | Hoogste positie | Aantal weken | Opmerkingen               |
| ------------------------------------------------------------- | ---------------------- | --------------------- | --------------- | ------------ | ------------------------- |
| Best of Bowie                                                 | 2002                   | 23-11-2002            | 3               | 15           |                           |
| Ziggy Stardust and the Spiders from Mars - The Motion Picture | 2003                   | 05-04-2003            | 25              | 1            |                           |
| A Reality Tour                                                | 2004                   | 30-10-2004            | 4               | 16           |                           |
| Serious Moonlight                                             | 2006                   | 25-03-2006            | 23              | 2            |                           |
| The Glass Spider Tour                                         | 2007                   | 07-07-2007            | 15              | 10           |                           |
| Birthday Celebration Live NYC                                 | 2011                   | 07-05-2011            | 22              | 2            | als David Bowie & Friends |

| Dvd's met hitnoteringen in de Vlaamse Ultratop muziek-dvd top 10/20 | Datum van verschijnen | Datum van binnenkomst | Hoogste positie | Aantal weken | Opmerkingen |
| ------------------------------------------------------------------- | --------------------- | --------------------- | --------------- | ------------ | ----------- |
| A Reality Tour                                                      | 2004                  | 23-10-2004            | 3               | 9            |             |

### Buitenland

#### 1964-1969
| Jaar | Titel                                                                | U.K. | U.S. | Album              |
| ---- | -------------------------------------------------------------------- | ---- | ---- | ------------------ |
| 1964 | "Liza Jane" (als Davie Jones and the King Bees)                      | -    | -    | niet op album      |
| 1965 | "I Pity the Fool" (als The Manish Boys)                              | -    | -    | niet op album      |
| 1965 | "You've Got a Habit of Leaving" (als Davy Jones and the Lower Third) | -    | -    | niet op album      |
| 1966 | "Can't Help Thinking About Me" (als David Bowie and the Lower Third) | -    | -    | niet op album      |
| 1966 | "Do Anything You Say"                                                | -    | -    | niet op album      |
| 1966 | "I Dig Everything"                                                   | -    | -    | niet op album      |
| 1966 | "Rubber Band"                                                        | -    | -    | David Bowie (1967) |
| 1967 | "The Laughing Gnome"                                                 | -    | -    | niet op album      |
| 1967 | "Love You till Tuesday"                                              | -    | -    | David Bowie (1967) |
| 1969 | "Space Oddity"                                                       | 5    | 124  | David Bowie (1969) |

#### 1970-1979
| Jaar | Titel                                    | U.K. | U.S. | Album                                                         |
| ---- | ---------------------------------------- | ---- | ---- | ------------------------------------------------------------- |
| 1970 | "Ragazzo solo, ragazza sola"             | -    | -    | niet op album                                                 |
| 1970 | "The Prettiest Star"                     | -    | -    | niet op album                                                 |
| 1970 | "Memory of a Free Festival"              | -    | -    | David Bowie (1969)                                            |
| 1971 | "Holy Holy"                              | -    | -    | niet op album                                                 |
| 1971 | "Moonage Daydream" (als Arnold Corns)    | -    | -    | niet op album                                                 |
| 1972 | "Changes"                                | 49   | 41   | Hunky Dory                                                    |
| 1972 | "Starman"                                | 10   | 65   | The Rise and Fall of Ziggy Stardust and the Spiders from Mars |
| 1972 | "Hang On to Yourself" (als Arnold Corns) | -    | -    | niet op album                                                 |
| 1972 | "John, I'm Only Dancing"                 | 12   | -    | niet op album                                                 |
| 1972 | "The Jean Genie"                         | 2    | 71   | Aladdin Sane                                                  |
| 1973 | "Drive-In Saturday"                      | 3    | -    | Aladdin Sane                                                  |
| 1973 | "Time"                                   | -    | -    | Aladdin Sane                                                  |
| 1973 | "Life on Mars?"                          | 3    | -    | Hunky Dory                                                    |
| 1973 | "The Laughing Gnome" (heruitgave)        | 6    | -    | Images 1966-1967                                              |
| 1973 | "Let's Spend the Night Together"         | -    | -    | Aladdin Sane                                                  |
| 1973 | "Sorrow"                                 | 3    | -    | Pin Ups                                                       |
| 1974 | "Rebel Rebel"                            | 5    | 64   | Diamond Dogs                                                  |
| 1974 | "Rock 'n' Roll Suicide"                  | 22   | -    | The Rise and Fall of Ziggy Stardust and the Spiders from Mars |
| 1974 | "Diamond Dogs"                           | 21   | -    | Diamond Dogs                                                  |
| 1974 | "1984"                                   | -    | -    | Diamond Dogs                                                  |
| 1974 | "Knock on Wood" (live)                   | 10   | -    | David Live                                                    |
| 1974 | "Rock 'n' Roll with Me" (live)           | -    | -    | David Live                                                    |
| 1975 | "Young Americans"                        | 18   | 28   | Young Americans                                               |
| 1975 | "Fame"                                   | 17   | 1    | Young Americans                                               |
| 1975 | "Space Oddity" (heruitgave)              | 1    | 15   | David Bowie (1969)                                            |
| 1975 | "Golden Years"                           | 8    | 10   | Station to Station                                            |
| 1976 | "Station to Station"                     | -    | -    | Station to Station                                            |
| 1976 | "TVC 15"                                 | 33   | 64   | Station to Station                                            |
| 1976 | "Stay"                                   | -    | -    | Station to Station                                            |
| 1976 | "Suffragette City"                       | 194  | -    | Changesonebowie                                               |
| 1977 | "Sound and Vision"                       | 3    | 69   | Low                                                           |
| 1977 | "Be My Wife"                             | -    | -    | Low                                                           |
| 1977 | ""Heroes""                               | 12   | -    | "Heroes"                                                      |
| 1978 | "Beauty and the Beast"                   | 39   | -    | "Heroes"                                                      |
| 1978 | "Breaking Glass" (live)                  | 54   | -    | Stage                                                         |
| 1979 | "Boys Keep Swinging"                     | 7    | -    | Lodger                                                        |
| 1979 | "DJ"                                     | 29   | 106  | Lodger                                                        |
| 1979 | "Yassassin"                              | -    | -    | Lodger                                                        |
| 1979 | "Look Back in Anger"                     | -    | -    | Lodger                                                        |
| 1979 | "John, I'm Only Dancing (Again)"         | 12   | -    | niet op album                                                 |

#### 1980-1989
| Jaar | Titel                                                 | U.K. | U.S. | Album                                          |
| ---- | ----------------------------------------------------- | ---- | ---- | ---------------------------------------------- |
| 1980 | "Alabama Song"                                        | 23   | -    | niet op album                                  |
| 1980 | "Crystal Japan"                                       | -    | -    | niet op album                                  |
| 1980 | "Ashes to Ashes"                                      | 1    | 101  | Scary Monsters... and Super Creeps             |
| 1980 | "Fashion"                                             | 5    | 70   | Scary Monsters... and Super Creeps             |
| 1981 | "Scary Monsters (And Super Creeps)"                   | 20   | -    | Scary Monsters... and Super Creeps             |
| 1981 | "Up the Hill Backwards"                               | 32   | -    | Scary Monsters... and Super Creeps             |
| 1981 | "Under Pressure" (met Queen)                          | 1    | 29   | Hot Space (Queen)                              |
| 1981 | "Wild Is the Wind"                                    | 24   | -    | Changestwobowie                                |
| 1982 | "Baal"                                                | 29   | -    | David Bowie in Bertolt Brecht's Baal           |
| 1982 | "Cat People (Putting Out Fire)"                       | 26   | 67   | Cat People soundtrack                          |
| 1982 | "Peace on Earth/Little Drummer Boy" (met Bing Crosby) | 3    | -    | niet op album                                  |
| 1983 | "Let's Dance"                                         | 1    | 1    | Let's Dance                                    |
| 1983 | "China Girl"                                          | 2    | 10   | Let's Dance                                    |
| 1983 | "Modern Love"                                         | 2    | 14   | Let's Dance                                    |
| 1983 | "Without You"                                         | -    | 73   | Let's Dance                                    |
| 1983 | "White Light/White Heat" (live)                       | 46   | -    | Ziggy Stardust - The Motion Picture            |
| 1984 | "Blue Jean"                                           | 6    | 8    | Tonight                                        |
| 1984 | "Tonight" (met Tina Turner)                           | 53   | 53   | Tonight                                        |
| 1985 | "This Is Not America" (met Pat Metheny Group)         | 14   | 32   | The Falcon and the Snowman (Pat Metheny Group) |
| 1985 | "Loving the Alien"                                    | 19   | -    | Tonight                                        |
| 1985 | "Dancing in the Street" (met Mick Jagger)             | 1    | 7    | niet op album                                  |
| 1986 | "Absolute Beginners"                                  | 2    | 53   | Absolute Beginners soundtrack                  |
| 1986 | "Underground"                                         | 21   | -    | Labyrinth                                      |
| 1986 | "Magic Dance"                                         | -    | -    | Labyrinth                                      |
| 1986 | "When the Wind Blows"                                 | 44   | -    | When the Wind Blows soundtrack                 |
| 1987 | "Day-In Day-Out"                                      | 17   | 21   | Never Let Me Down                              |
| 1987 | "Time Will Crawl"                                     | 33   | -    | Never Let Me Down                              |
| 1987 | "Never Let Me Down"                                   | 34   | 27   | Never Let Me Down                              |
| 1989 | "Under the God" (als Tin Machine)                     | 51   | -    | Tin Machine                                    |
| 1989 | "Heaven's in Here" (als Tin Machine)                  | -    | -    | Tin Machine                                    |
| 1989 | "Tin Machine/Maggie's Farm (live)" (als Tin Machine)  | 48   | -    | Tin Machine                                    |
| 1989 | "Prisoner of Love" (als Tin Machine)                  | 77   | -    | Tin Machine                                    |

#### 1990-1999
| Jaar | Titel                                                      | U.K. | U.S. | Album                             |
| ---- | ---------------------------------------------------------- | ---- | ---- | --------------------------------- |
| 1990 | "Fame '90"                                                 | 28   | -    | Changesbowie                      |
| 1991 | "You Belong in Rock n' Roll" (als Tin Machine)             | 33   | -    | Tin Machine II                    |
| 1991 | "Baby Universal" (als Tin Machine)                         | 48   | -    | Tin Machine II                    |
| 1991 | "One Shot" (als Tin Machine)                               | -    | -    | Tin Machine II                    |
| 1992 | "Real Cool World"                                          | 53   | -    | Songs from the Cool World         |
| 1993 | "Jump They Say"                                            | 9    | -    | Black Tie White Noise             |
| 1993 | "Black Tie White Noise" (met Al B. Sure!)                  | 36   | -    | Black Tie White Noise             |
| 1993 | "Miracle Goodnight"                                        | 40   | -    | Black Tie White Noise             |
| 1993 | "The Buddha of Suburbia" (met Lenny Kravitz)               | 35   | -    | The Buddha of Suburbia            |
| 1994 | "Ziggy Stardust" (live)                                    | 76   | -    | Santa Monica '72                  |
| 1995 | "The Hearts Filthy Lesson"                                 | 35   | 92   | 1. Outside                        |
| 1995 | "Strangers When We Meet/The Man Who Sold the World (live)" | 39   | -    | 1. Outside                        |
| 1996 | "Hallo Spaceboy"                                           | 12   | -    | 1. Outside                        |
| 1996 | "Telling Lies"                                             | 76   | -    | Earthling                         |
| 1997 | "Little Wonder"                                            | 14   | -    | Earthling                         |
| 1997 | "Dead Man Walking"                                         | 32   | -    | Earthling                         |
| 1997 | "Seven Years in Tibet"                                     | 61   | -    | Earthling                         |
| 1997 | "Pallas Athena" (live) (als Tao Jones Index)               | -    | -    | niet op album                     |
| 1997 | "I'm Afraid of Americans"                                  | -    | 66   | Earthling                         |
| 1997 | "I Can't Read"                                             | 73   | -    | The Ice Storm soundtrack          |
| 1999 | "Without You I'm Nothing" (met Placebo)                    | -    | -    | Without You I'm Nothing (Placebo) |
| 1999 | "Thursday's Child"                                         | 16   | -    | 'hours...'                        |
| 1999 | "The Pretty Things Are Going to Hell"                      | -    | -    | 'hours...'                        |
| 1999 | "Under Pressure (RAH mix)" (met Queen)                     | 14   | -    | Greatest Hits III (Queen)         |

#### 2000-2009
| Jaar | Titel                                     | U.K. | U.S. | Album                               |
| ---- | ----------------------------------------- | ---- | ---- | ----------------------------------- |
| 2000 | "Survive"                                 | 28   | -    | 'hours...'                          |
| 2000 | "Seven"                                   | 32   | -    | 'hours...'                          |
| 2002 | "Slow Burn"                               | 24   | -    | Heathen                             |
| 2002 | "Everyone Says 'Hi'"                      | 20   | -    | Heathen                             |
| 2002 | "I've Been Waiting for You"               | -    | -    | Heathen                             |
| 2003 | "New Killer Star"                         | -    | -    | Reality                             |
| 2004 | "Never Get Old"                           | -    | -    | Reality                             |
| 2004 | "Rebel Never Gets Old"                    | 47   | -    | niet op album                       |
| 2006 | "Arnold Layne" (live) (met David Gilmour) | 19   | -    | Remember That Night (David Gilmour) |

#### 2010-heden
| Jaar | Titel                                                              | U.K. | U.S. | Album                                      |
| ---- | ------------------------------------------------------------------ | ---- | ---- | ------------------------------------------ |
| 2011 | "Golden Years David Bowie vs KCRW"                                 | -    | -    | niet op album                              |
| 2013 | "Where Are We Now?"                                                | 6    | 116  | The Next Day                               |
| 2013 | "The Stars (Are Out Tonight)"                                      | 102  | -    | The Next Day                               |
| 2013 | "The Next Day"                                                     | 179  | -    | The Next Day                               |
| 2013 | "Valentine's Day"                                                  | 179  | -    | The Next Day                               |
| 2013 | "Love Is Lost" (Hello Steve Reich mix by James Murphy for the DFA) | 192  | -    | The Next Day Extra                         |
| 2013 | "Sound and Vision 2013"                                            | 148  | -    | niet op album                              |
| 2014 | "'Tis a Pity She Was a Whore"                                      | 107  | -    | niet op album                              |
| 2014 | "Sue (Or in a Season of Crime)"                                    | 81   | -    | Nothing Has Changed                        |
| 2015 | "Kingdom Come"                                                     | -    | -    | Scary Monsters... and Super Creeps         |
| 2015 | "★"                                                                | 61   | 78   | ★                                          |
| 2015 | "Lazarus"                                                          | 45   | 40   | ★                                          |
| 2016 | "I Can't Give Everything Away"                                     | 141  | -    | ★                                          |
| 2016 | "Life on Mars?" (2016 Mix)                                         | -    | -    | Bowie - Legacy                             |
| 2017 | "No Plan"                                                          | 92   | -    | No Plan                                    |
| 2018 | "Let's Dance" (demo)                                               | -    | -    | niet op album                              |
| 2018 | "Under Pressure" (met Queen)                                       | -    | -    | Bohemian Rhapsody: The Original Soundtrack |
| 2020 | "Cosmic Dancer" (live) (met Morrissey)                             | -    | -    | niet op album                              |
| 2021 | "Tryin' to Get to Heaven" / "Mother"                               | -    | -    | niet op album                              |

## Filmografie
- 1979: Ziggy Stardust and the Spiders from Mars (bioscoop, VHS in 1983, dvd in 1998)
- 1983: Ziggy Stardust - The Motion Picture (VHS, dvd in 2003)
- 1984: Love You till Tuesday (VHS, dvd in 2005)
- 1984: Serious Moonlight (VHS)
- 1984: Jazzin' for Blue Jean (VHS)
- 1987: Day-In Day-Out (VHS)
- 1988: Glass Spider (VHS)
- 1992: Tin Machine Live: Oy Vey, Baby (VHS)
- 1993: Bowie - The Video Collection (VHS)
- 1993: Black Tie White Noise (VHS, dvd in 2005)
- 2002: Best of Bowie (dvd)
- 2004: A Reality Tour (dvd)
- 2009: VH1 Storytellers (dvd)
- 2013: The Next Day Extra (dvd)
- 2018: Glastonbury 2000 (dvd)